# فيلي إيكستاين
فيلي إيكستاين هو ملحن وعازف بيانو كندي، ولد في 6 ديسمبر 1888 في مونتريال في كندا، وتوفي بنفس المكان في 23 سبتمبر 1963 بسبب سكتة.

## وصلات خارجية
- فيلي إيكستاين على موقع ميوزك برينز (الإنجليزية)